# Strada europea E372
La strada europea E372  è una strada di classe B, lunga 374 km, il cui percorso si trova in territorio polacco e ucraino; dalla designazione con l'ultimo numero pari si può evincere che il suo sviluppo è in direzione ovest-est.
Collega la città di Varsavia con Leopoli passando attraverso Lublino e collegando contemporaneamente anche le strade europee E30 e E40.